# Потиеви
Потиеви (Pottiaceae) са семейство листнати мъхове. Те образуват най-многобройното известно семейство мъхове, съдържащо близо 1500 вида или повече от 10% от известните между 10 000 и 15 000 вида мъхове.

## Родове
Семейството има четири подсемейства и 83 рода.
 